# Miguel Ramírez Goyena
Miguel Ramírez Goyena (León, 5 de diciembre de 1857 - 23 de julio de 1927) fue un científico, botánico y educador nicaragüense, que se destacó en el extranjero y en Nicaragua; dio grandes aportes a la clasificación de la Flora nicaragüense.

## Biografía
Nació en León, el 5 de diciembre de 1857. Desde adolescente demostró tener intereses eclécticos y formó parte de una comunidad intelectual activa en el país. Además del español su lengua materna, hablaba inglés, francés y alemán.

### Ascendencia
Su padre,  Juan Pablo Ramírez luego de su matrimonio con  Adela Goyena, hija mayor de Sebastián Goyena, hijo del ilustre poeta y fabulista de Guatemala, quien vino a Nicaragua en 1825 como miembro de la división centroamericana de pacificación que trajo el general Arce, decidió afincarse en Nicaragua fijando  residencia en la comunidad de Sutiaba, cercana a la ciudad de León, en donde fundó los "campos de Goyena".

### Orfandad
En 1859 cuando Miguel tenía dos años de edad murió su madre, para dos años más tarde quedar huérfano al fallecer su padre en 1861. Desde entonces tuvo como padres adoptivos a don Leandro Zelaya y doña Dominga Bolaños de Zelaya, miembros sobresalientes de la sociedad granadina de entonces, quienes vivían en Xalteva.

### Educación
Poco se sabe de sus primeros 13 años aunque por  por su constitución musculosa y afición por los ejercicios físicos, se deduce que era dado a las competencias atléticas. Por curiosidad aprendió a tocar el flautín, pero luego se convenció de que no era su vocación ser músico.
Con 17 años, ingreso al prestigioso "Colegio de Granada" (antecedente del Instituto Nacional de Oriente) gracias a una beca costeada por don José Joaquín Quadra, fundador de dicho Colegio, dedicándose con pasión a los estudios. Allí tuvo como profesor de matemáticas a César Sánchez, español que llegó a ser profesor particular de Alfonso XIII. Emulando a su admirado maestro, él mismo llegó a convertirse en uno de los más reputados matemáticos que ha tenido Nicaragua.
Graduado de bachiller en el reputado Colegio, gozó de singular fama. Esta repercute en las altas esferas educativas, tanto así que el presidente de la República, Pedro Joaquín Chamorro y Alfaro, al apoyar la iniciativa privada de la fundación del Instituto Central de Managua, elige al joven Ramírez Goyena para director del nuevo centro de estudios que en sus inicios funcionó en la llamada "Casa de los Cocos" donde en la actualidad se eleva el edificio del Palacio de las Comunicaciones.
Dicho instituto fue creado mediante decreto legislativo del 23 de enero de 1891, del Senado y la Cámara de Diputados de La República, sancionado por el Ejecutivo el 27 del mismo mes, que ordenó la creación en Managua de un "Instituto Central de Varones" y de una "Escuela Normal Anexa".

### Matrimonio
Se casó con Felipa Zavala Urtecho el  17 de abril de 1882,   contando entre sus invitados al general Joaquín Zavala, Presidente de la República y al joven poeta Rubén Darío quien les escribió los versos siguientes:
Entre tanto la alegría,

confunde entre sus encantos

risas, tristezas y llantos.

Y tras de la dicha en pos,

Id pues benditos de Dios,

que es muy larga la jornada

pero no hay cadena pesada,

cuando se lleva entre dos.

De su matrimonio con Doña Felipa procreó a Eugenia, Felipa y   Adela Ramírez Zavala,    quienes a su vez contrajeron matrimonio con  Alejandro Bendaña Bermúdez, Gonzalo Solorzano Robleto y  Eduardo Castillo del Castillo, respectivamente.  Con Doña Cecilia Cecilia Sánchez Flores (24 de agosto de 1870-6 de noviembre de 1954) Don  Miguel tuvo a Isabel Ramírez Sánchez.

### Profesor
Por más de cuarenta años fue profesor de Botánica, Física, Matemática y Química, del Instituto Nacional Central en Managua, habiendo sido nombrado su director a la edad de 22 años.

## Exilio
En 1891, y por problemas políticos en Nicaragua, Don Miguel se fue al telégrafo y en conciso telegrama puso su renuncia al presidente Roberto Sacasa y Sarria:

"No puedo, no debo servir a su gobierno."

Se exilió a Costa Rica donde se dio a conocer como catedrático y fundó institutos de física y química; hasta un observatorio astronómico.
Regresó a Nicaragua en 1902 y se instaló en su natal León. En 1903 publicó La flora nicaragüense la cual fue reeditada en dos volúmenes entre 1909 y 1911 con apoyo del entonces Presidente de Nicaragua, Doctor y General José Santos Zelaya.

## Fallecimiento
Ramírez Goyena falleció en León, el 23 de julio de 1927, a los 70 años de edad. Su pasión por la educación no le permitió abandonar las aulas de clases hasta pocos días antes de su muerte.

"Miguel Ramírez Goyena es el científico leonés más destacado que ha producido nuestro país, además contribuyó a innovar la educación de fines de siglo XIX. Fue director del Instituto Nacional Central y se destacó en los campos de la física, la química y las matemáticas."

## Algunas publicaciones
- Aritmética elemental en 1905, que alcanzó seis ediciones y sirvió de libro de texto tanto en Honduras como en Nicaragua
- Eclipse lunar del 14 y 15 de septiembre de 1913;
- Elementos de botánica en 1918.
- Fauna nicaragüense (inconclusa)
- Flora nicaragüense. 2 vols. (describe 73 especies de la familia de las orquídeas). Ed. Compañía Topográfica Internacional. (1903)

### Obra magna
Su pasión por la matemática quedó plasmada en su obra Aritmética razonada, utilizada como texto oficial en la mayoría de institutos del país, sin embargo, la obra que lo inmortalizó fue La flora nicaragüense, escrita después de recorrer todo el país a lomo de mula, examinando cada planta y clasificándola conforme a la taxonomía de Linneo.
Fue miembro de muchas organizaciones científicas mundiales y muy reconocido por su obras intelectuales en el campo de las matemáticas y la botánica.

## Honores
- Monumento al Maestro Miguel Ramírez Goyena. Escultura realista y retrato escultórico ubicado en el costado sur del supermercado en el reparto Linda Vista de la ciudad de Managua. Hecho de concreto armado de 57 cm de alto por 30 cm de ancho por 40 cm de largo. Promovido por exalumnos y alumnos del Instituto Nacional Central "Miguel Ramirez Goyena"[5] en diciembre de 1992, en el Centenario de la fundación de dicho centro de estudios.

### Eponimia
- Lleva su nombre el Instituto Nacional Central "Miguel Ramírez Goyena" ubicado en la ciudad de Managua, denominación que le fue aplicada después de su muerte en 1927.

- Creación de la "Orden Miguel Ramírez Goyena", del 24 de agosto de 1982, por Decreto Ejecutivo N.º 1095, para el reconocimiento más distinguido que otorgará Nicaragua a todos aquellos nacionales y extranjeros que sobresalgan por su aporte al desarrollo científico y humanista de nuestra Revolución.

- "Herbario Miguel Ramírez Goyena" de la Universidad Nacional Autónoma de Nicaragua, en León
- La abreviatura «Ram.Goyena» se emplea para indicar a Miguel Ramírez Goyena como autoridad en la descripción y clasificación científica de los vegetales.[6]